# Галло, Макс
Макс Галло (7 января 1932, Ницца — 18 июля 2017, Кабри) — французский писатель, журналист, историк, сценарист и политик.

## Биография
Сын итальянских эмигрантов, Макс Галло начал карьеру в качестве журналиста. Был коммунистом (до подавления венгерского восстания в 1956 году). В 1974 году вступил в Социалистическую партию. Был пресс-секретарём социалистического правительства после избрания Франсуа Миттерана президентом. В 1992 году покинул Соцпартию вместе с Жаном-Пьером Шевенманом, основавшим «Республиканское и гражданское движение».
26 апреля 2007 года Французская академия приняла на рассмотрение его кандидатуру на место № 24, которое прежде занимал Жан-Франсуа Ревель. Избрание в число академиков состоялось 31 мая 2007 года. 10 апреля 2009 года Галло было присвоено звание командора Ордена Почётного легиона с формулировкой «за 50 лет профессиональной работы на литературном поприще и военной службе».